# Pien Collegio

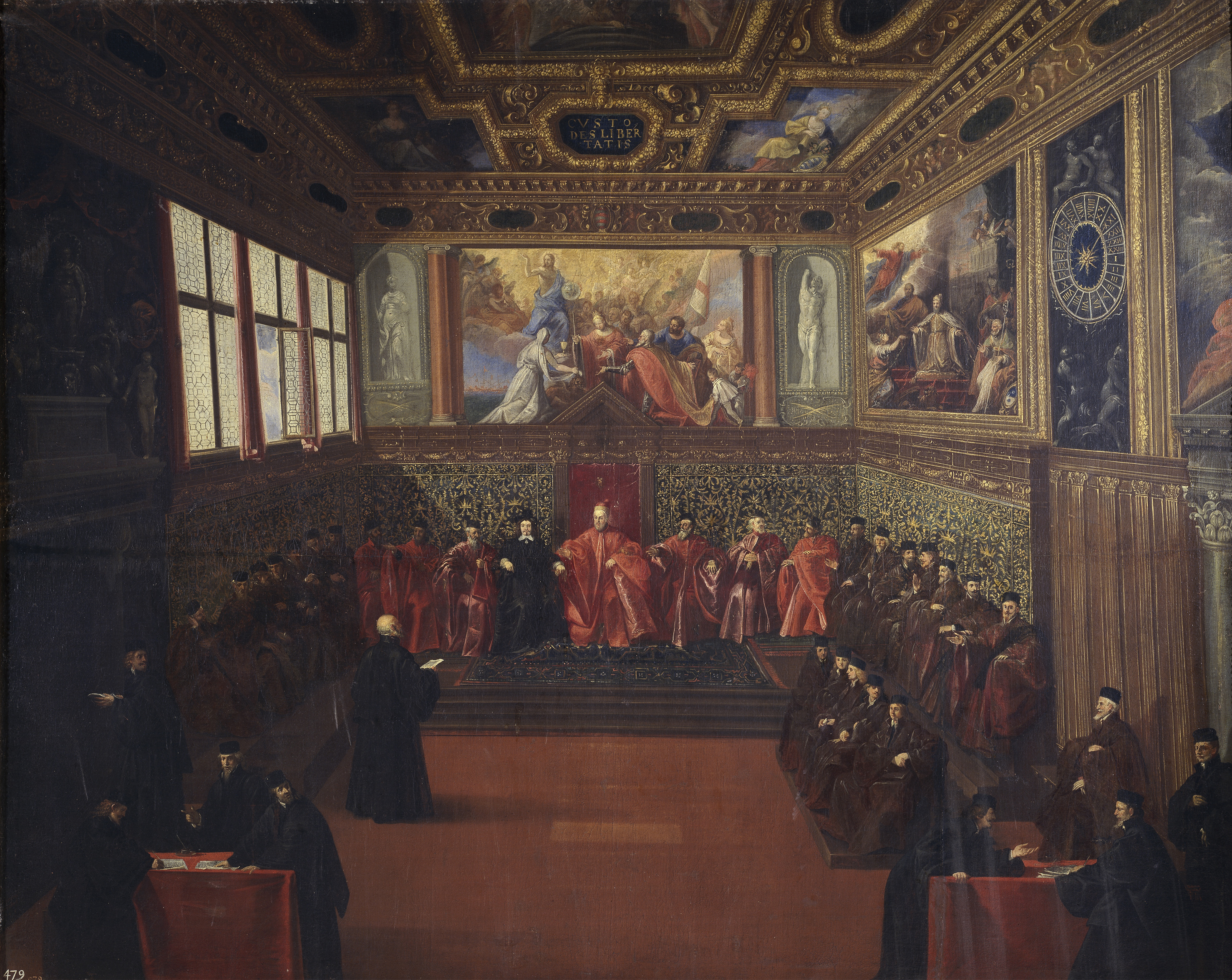
Audienz des spanischen Botschafters in der Sala del Collegio, 1604

Das Pien Collegio (venezianisch, Gesamtkolleg) war die hauptsächliche Exekutive der Republik Venedig. Aufgabe des Kollegs war es die alltägliche Staatsführung zu beaufsichtigen und die Agenda für den venezianischen Senat vorzubereiten.
Vorsitzender des Pien Collegio war der Doge, Mitglieder die Signoria von Venedig, drei Mitglieder der Quarantia (Oberstes Gericht) sowie drei Räte der Weisen (savi) mit besonderen Verantwortlichkeiten: die sechs savi del Consiglio (Weise Männer des Rates, ranghohe Magistrate), die fünf Savi di Terraferma (Weise Männer des Festlandes, verantwortlich für die venezianischen Besitzungen auf dem Festland) und die savi agli Ordini (verantwortlich für die venezianischen Kolonien).
Wie bei allen Ämtern der Republik gab es für die Wahl strenge Regeln: Die Mitglieder wurden vom Senat von Venedig gewählt, dienten für einen Zeitraum von sechs Monaten und konnten danach für drei bis sechs Monate nicht in dasselbe Amt wiedergewählt werden. Um Kontinuität zu gewährleisten, wurden die Berufungen in das Amt eines Weisen gestaffelt, mit sechsmonatigen Titeln beginnend am 1. Oktober, 1. Januar, 1. April und 1. Juli.
Das Pien Collegio kam unter der Präsidentschaft des Dogen täglich zusammen, wobei die savi del Consiglio die Tagesordnung aufstellten. Der Rat las Berichte und Meldungen, empfing ausländische Gesandte und bereitete alle Sachverhalte vor, über die durch den Senat abgestimmt werden sollte. Nach eigenem Ermessen, insbesondere in dringenden Fällen der Außen- oder Finanzpolitik, konnte der Rat stattdessen aber auch Anträge zur Abstimmung durch den Rat der Zehn senden.